# Chiesa di Sant'Anna e San Gaetano Thiene
La Chiesa di Sant'Anna e San Gaetano Thiene, si trova a Sant'Anna di Chioggia e si suddivide in due edifici, il più antico risale a inizio Settecento, l'altro invece è stato inaugurato negli anni Settanta del secolo scorso.

## Storia
Il tempio più antico, chiamato comunemente Chiesa Antica, si ricavò nel 1704 dall'ampliamento di una preesistente cappella dedicata a Sant'Anna. Anche se rimane ancora officiata, è ora usata per eventi culturali e rappresentazioni teatrali. L'altra chiesa, edificata grazie a Don Antonio Marcolongo, che sorge prospiciente la piazza dedicata a Baldin Tiziano, inizia la sua costruzione nel 1971 con la posa della prima pietra da parte del vescovo di Chioggia Giovanni Battista Piasentini.

## Descrizione

### Chiesa Antica
Costruita in linee semplici, è in proporzione alla popolazione dell'epoca.

#### Esterno
L'ingresso, rivolto ad est, è sormontato da un finestrone semicircolare. Addossato al fianco desto è stato costruito uno stabile inizialmente usato come canonica, in quello sinistro invece, è possibile osservare due nicchie ottagonali, che escono dal perimetro dell'edificio.

##### Campanile
La torre venne costruita nel 1771 ed è alta 18 metri; la cella campanaria ospita tre bronzi. Nella facciata rivolta a nord sono presenti due lapidi, che lette del basso all'alto ricordano i restauri del campanile avvenuti nel 1771 e nel 1882.

#### Interno

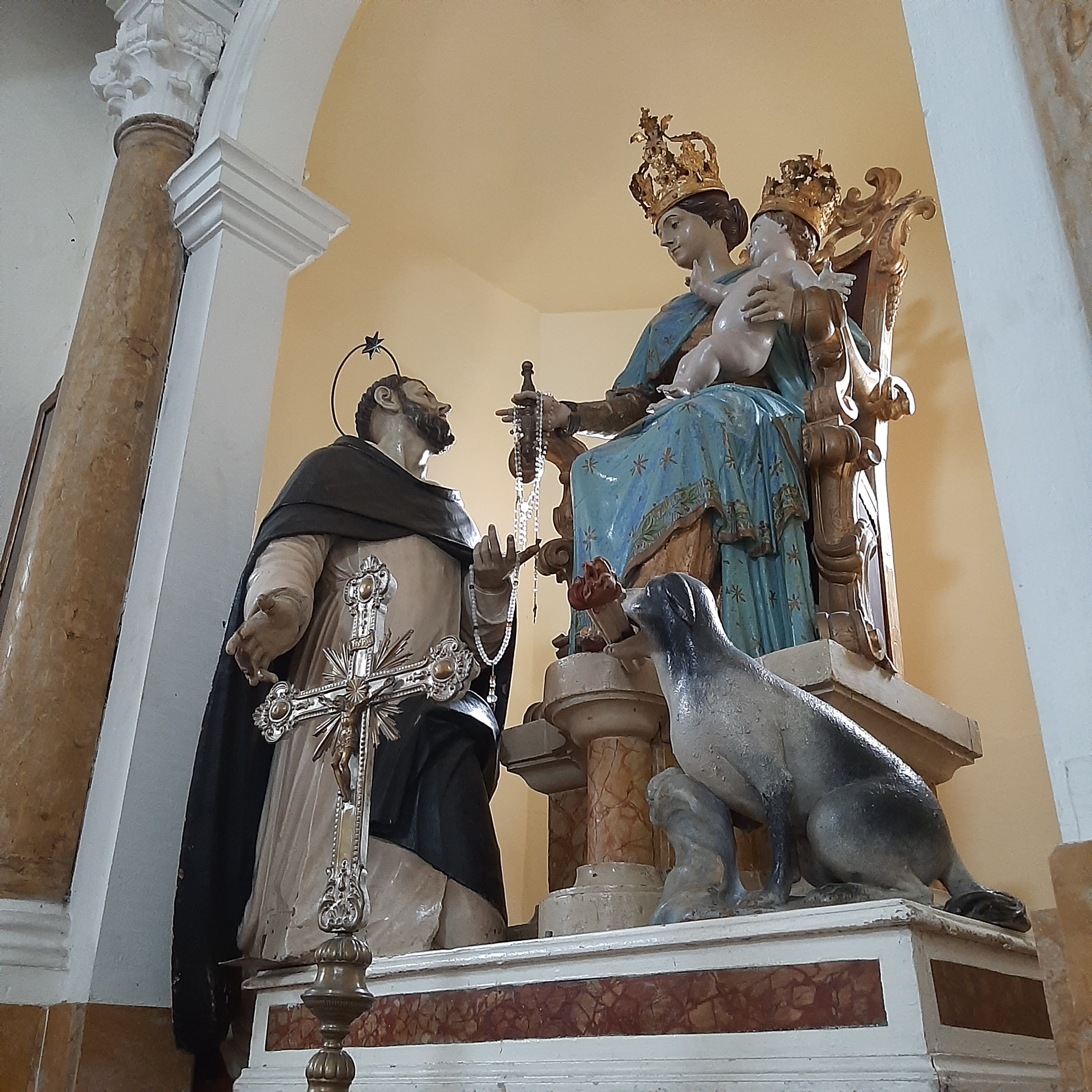
Madonna del Rosario con San Domenico

Alle pareti laterali sono presenti due nicchie che ospitano in senso antiorario:
- l'altare di Sant'Anna, con statua lignea settecentesca della santa con la figlia Maria;
- l'altare della Madonna del Rosario, con statua  lignea settecentesca di Santa Maria con Gesù Bambino e San Domenico.

Appena entrati a sinistra, si osserva una terza nicchia vuota, originariamente ospitava il battistero e in un secondo tempo le scale per recarsi alla cantoria presente sopra l'ingresso, la quale venne eliminata nell'ultimo restauro della chiesa.
Appesa alla parete dietro l'altar maggiore, si osserva la tela di notevoli dimensioni, copia dell'Assunta di Tiziano, realizzata da Remotto Evelino nel 1985 
Sul soffitto è presente un'altra pala, copia della Trasfigurazione di Raffaello, realizzata da Remotto Evelino nel 1985. Alla base dell'opera è presente un'iscrizione, che ricorda l'autore, il vescovo di Chioggia e il parroco dell'epoca dell'affissone, rispettivamente Monsignor Sennen Corrà e don Antonio Marcolongo.
Sono presenti, in piccole rientranze, le statue di San Rocco, San Giovanni Battista, San Sebastiano e San Gaetano.

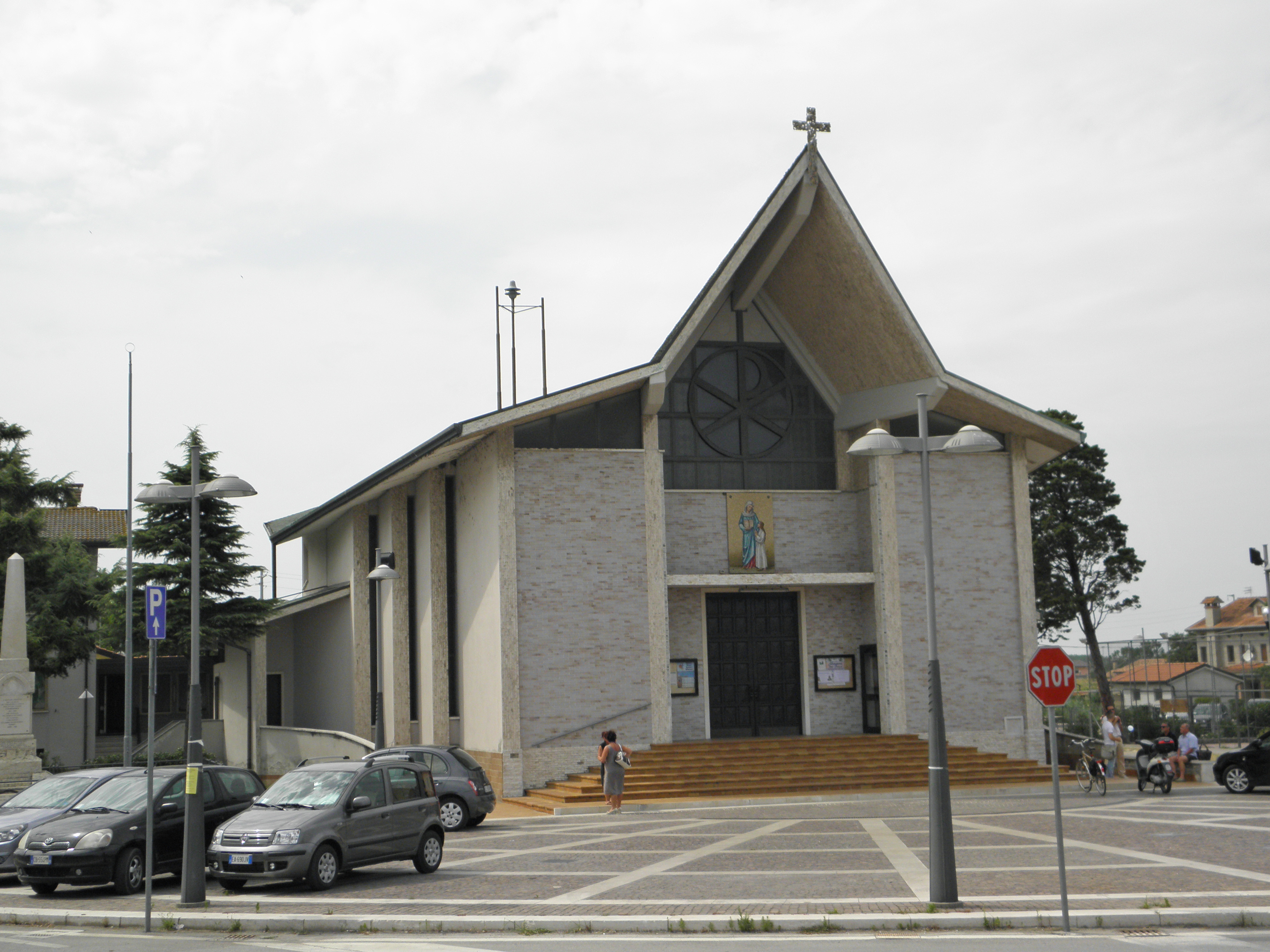
Facciata della Nuova Chiesa

### Chiesa Nuova
Il nuovo tempio, costruito in stile moderno, raggiunge  nella sua facciata i 14 metri d'altezza; all'interno si sviluppa con 35 metri di lunghezza, 24 di larghezza e mediamente 8 d'altezza.
In controfacciata è presente il gruppo ligneo, datato fine Seicento, raffigurante la "Gloria di Maria", dove sono rappresentati la SS. Trinità e la Madonna. In precedenza l'opera si trovava nella Chiesa Antica.

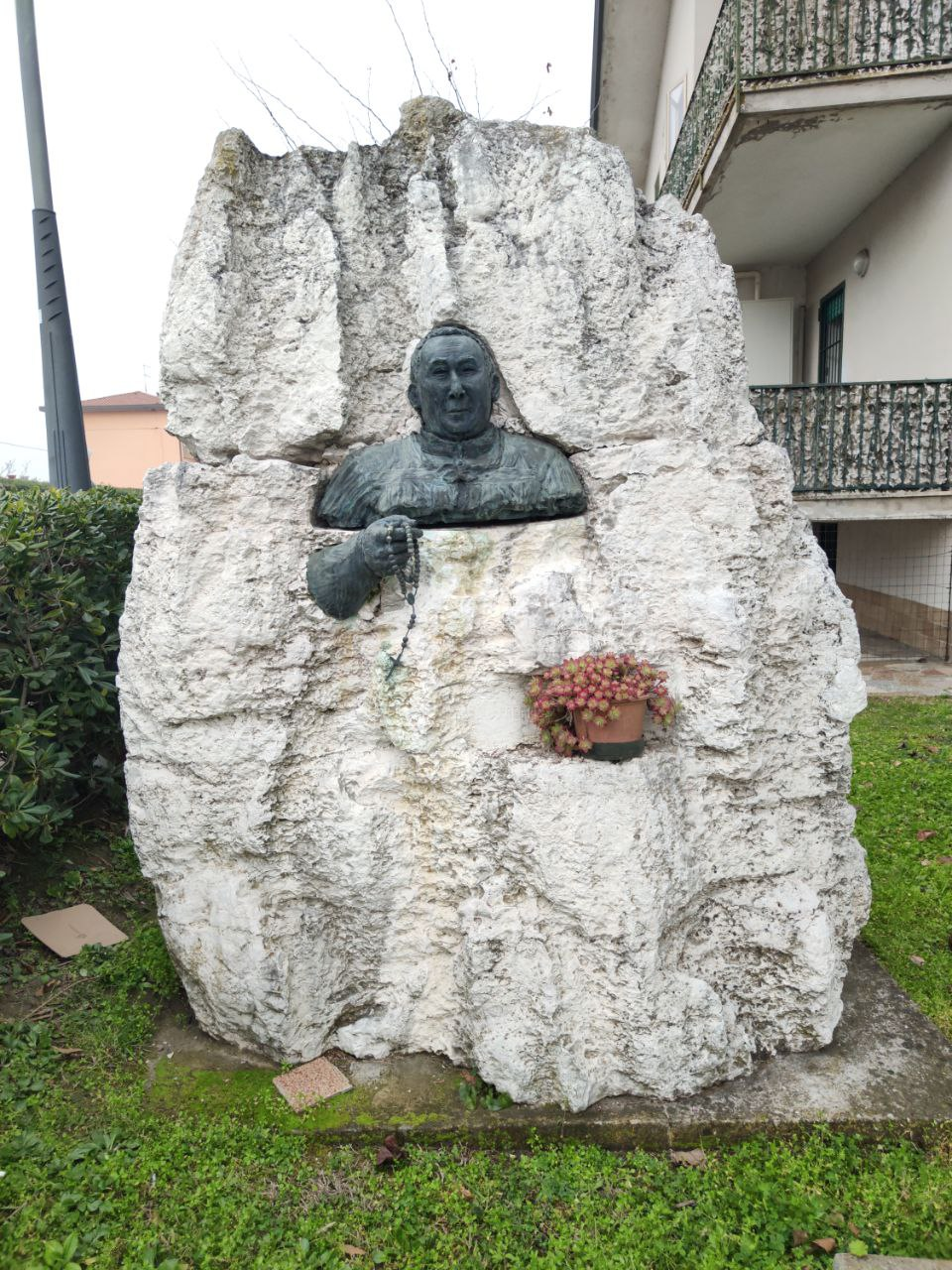
Don Antonio Marcolongo parroco della frazione dal 1969 al 1990

La zona del presbiterio è rialzata dal resto della chiesa con un pavimento in marmo rosso di Grecia; l'altare, del Seicento, proviene da una casa patrizia del padovano ed è intarsiato in stile barocco. A sinistra dell'altare si osserva il fonte battesimale e a destra il tabernacolo.
La chiesa è arricchita con diverse statue; meritano di essere ricordate Sant'Anna con la figlia Maria prodotta nel 1982 da Vincenzo Moroder; e la Madonna di Fatima incoronata da Papa Giovanni Paolo II nel 1987.
La Via Crucis è costituita da sculture in altorilievo in ceramica, appese alla pareti verso l'uscita, opera del ceramista polesano Maserà Loris nel 1983.
Fuori dalla chiesa nei pressi della canonica, è presente un cippo commemorativo dedicato a don Antonio Marcolongo, promotore della nuova chiesa e di altre opere parrocchiali.